# Elaphria monyma
Elaphria monyma là một loài bướm đêm trong họ Noctuidae.